# یواس‌اس پامادان (اس‌اس-۴۸۶)
یواس‌اس پامادان (اس‌اس-۴۸۶) (به انگلیسی: USS Pomodon (SS-486)) یک زیردریایی بود که طول آن ۳۱۱ فوت ۸ اینچ (۹۵٫۰۰ متر) بود. این زیردریایی در سال ۱۹۴۵ ساخته شد.